# Айзкраукленський край
Айзкра́укленський кра́й (латис. Aizkraukles novads) — адміністративно-територіальна одиниця Латвійської Республіки. Розташований у центральній частині країни, в історичному регіоні Ліфляндія. Адміністративний центр — Айзкраукле. Створений 2021 року. Площа — 2274,3 км². Населення — 29 367 осіб (2021). До складу краю входять 4 місто і 18 волостей.

## Історія
Край створений 2021 року шляхом приєднання до Айзкраукленського краю Кокнеського, Неретського, Плявіньського, Скріверського та Яуньєлгавського країв.

## Адміністративний поділ
- 4 міста: Айзкраукле, Кокнесе, Плявінас, Яуньєлгава
- 18 волостей

## Населення
Національний склад краю (2021)
| Національність | К-сть  | %        |
| -------------- | ------ | -------- |
| Латиші         | 23 414 | 80,5 %   |
| Росіяни        | 3330   | 11,5 %   |
| Білоруси       | 629    | 2,2 %    |
| Поляки         | 342    | 1,2 %    |
| Українці       | 322    | 1,1 %    |
| Інші           | 458    | 1,6 %    |
| Загалом        | 29 367 | 100,00 % |